# Chronologie de l'ornithologie

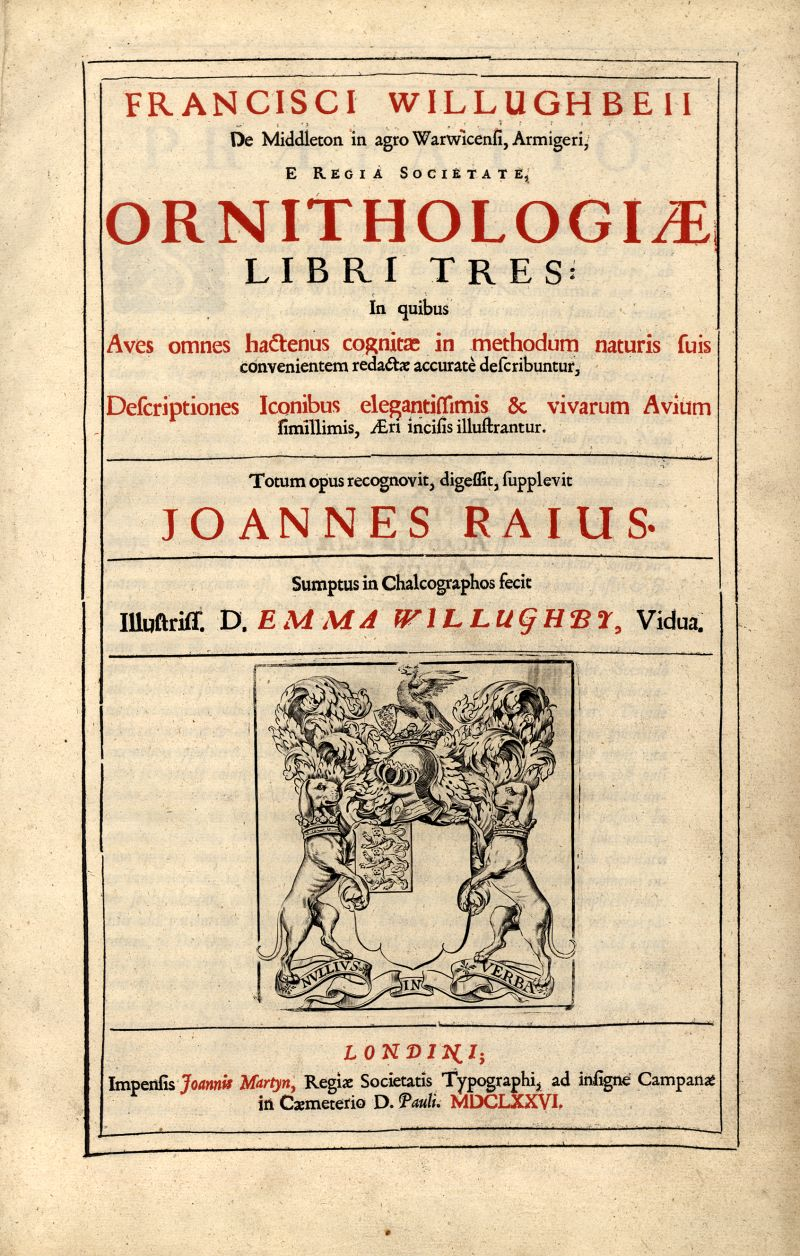
Ornithologie de Francis Willughby.
Cet ouvrage est considéré comme le début de l'ornithologie scientifique en Europe, et qui a révolutionné l'ornithologie, en organisant les espèces selon leurs caractéristiques physiques.

Cette chronologie de l'ornithologie présente, à travers les siècles, les avancées historiques en ornithologie (branche de l'histoire naturelle consacrée à l'étude des oiseaux).

## Antiquité
- 1500 av. J.-C. – vers 800 av. J.-C. : les chants védiques mentionnent le comportement de cleptoparasitisme chez le Coucou koël (Eudynamys scolopaceus).
- Des oies sont mentionnées dans un des plus anciens livres connus, le I-Ching (Livre des Changements), également considéré comme un des plus incompréhensibles. L'âge de cet ouvrage est très incertain mais il est considéré comme un des quatre grands classiques par Confucius (551-479 avant notre ère)[1].
- IVe siècle av. J.-C. : Aristote mentionne plus de 170 espèces d'oiseaux dans ses travaux sur les animaux. Il reconnaît huit groupes principaux.
- Ier siècle : le dixième livre de l'Histoire naturelle de Pline l'Ancien est consacré aux oiseaux. Il distingue trois groupes sur les différences de pattes.
- IIe siècle : Élien mentionne de nombreux oiseaux dans son travail sur les animaux, ceux-ci sont rangés par ordre alphabétique.

## Moyen Âge
- XIIe siècle : l'empereur Frédéric II (1194-1250) écrit De arte venandi cum avibus (De l'art de chasser au moyen des oiseaux) qui est bien plus qu'un simple manuel de fauconnerie tant les observations ornithologiques sont précises.
- 1220 : Michael Scot (1175-v. 1232) réalise la première traduction des ouvrages zoologiques d'Aristote et d'Avicenne.
- XIIIe siècle : Isidore de Séville et Vincent de Beauvais contribuent à faire connaître l'œuvre des auteurs antiques ou arabes.
- 1478 : dans De Avibus, Albert le Grand mentionne de nombreux oiseaux pour la première fois.
- Vers 1480 : Juliana Berners, probablement prieure du couvent de Sopwell près de St Albans, fait paraître un ouvrage de fauconnerie.
- 1485 : première parution d'Ortus sanitatis de Johannes de Cuba dans lequel figurent les premières illustrations imprimées d'oiseaux.

## XVIesiècle
- 1544 : William Turner publie une analyse des oiseaux mentionnés par Aristote et Pline l'Ancien.
- 1555 : parution d’Historia Animalium de Conrad Gessner et d’Histoire de la nature des oyseaux de Pierre Belon. Belon tente de définir un système de classification des oiseaux.
- 1570 : premières études approfondies de la faune de l'Amérique par Francisco Hernández mais ses travaux ne paraîtront qu'en 1635 et 1651.
- 1573 : Volcher Coiter publie son premier traité sur l'anatomie des oiseaux.
- 1591 : Joris Hoefnagel commence à travailler pour l'empereur germanique Rodolphe II et réalise pour lui 90 peintures à l'huile dont une de dodo.

## XVIIesiècle
- 1600 : début de la parution des ouvrages d'Ulisse Aldrovandi sur les oiseaux.
- 1603 : Caspar Schwenckfeld publie la première faune régionale d'Europe : Therio-tropheum Silesiae.
- 1605 : Clusius fait paraître Exoticorum libri decem où il décrit de très nombreuses espèces exotiques nouvelles.
- 1638 : Georg Markgraf commence un voyage au Brésil où il étudie la faune et la flore.
- 1655 : Ole Worm (1588-1654) constitue un célèbre cabinet de curiosités dont l'inventaire illustré paraît en 1655, Museum Wormianum. Cette collection comporte de nombreux oiseaux mais les techniques de conservation ne sont pas au point et ceux-ci sont rapidement la proie des insectes.
- 1657 : parution de Historiae naturalis de avibus de John Jonston.
- 1667 : Christopher Merrett publie la première faune de Grande-Bretagne, suivie deux ans plus tard de celle de Walter Charleton.
- 1676 : publication d'Ornithologia de Francis Willughby par son ami John Ray. Ceci est considéré comme le début de l'étude scientifique des oiseaux en Europe. La classification utilisée, basée sur l'étude des caractéristiques morphologiques, atteint un sommet qui ne sera pas dépassé avant longtemps, même par les travaux de Carl von Linné.
- 1681 : le dernier dodo de l'île Maurice s'éteint.
- 1684 : parution de la première faune de l'Écosse, Scotia Illustrata de Sir Robert Sibbald.

## XVIIIesiècle
- 1702 : Johann Ferdinand Adam von Pernau (1660-1731) fait paraître son premier livre consacré à l'observation des oiseaux. Pernau est un véritable précurseur : ses observations lui permettent d'affirmer que le chant des oiseaux doit être appris (dans certains cas) et n'est pas seulement le fait de l'instinct. Il s'intéresse aussi aux mécanismes de la migration. Enfin, il recommande de connaître les oiseaux sans les tuer.
- 1731-1743 : Mark Catesby (1683-1749) fait paraître son Natural History of Carolina qui contient des planches colorées des oiseaux de la Floride et des Bahamas. Début de la publication de A Natural History of Birds de Eleazar Albin (1737). Ces deux livres, de grand format, illustrés en couleur, répondent à la demande d'un public cultivé et riche mais ne constituent pas pour autant des ouvrages scientifiques au sens strict du terme.
- 1735 : première édition de Systema Naturae de Carl von Linné. Sa classification suit celle de John Ray.
- 1737 : publication du premier livre entièrement consacré aux œufs d'oiseaux : Dell Uova e dei Nidi degli Uccelli de Giuseppe Zinanni.
- 1741 : Georg Wilhelm Steller (1709-1746) étudie les oiseaux du Pacifique nord lors de son voyage avec Vitus Béring.
- 1743 : George Edwards (1694-1773) commence la publication de ses illustrations d'oiseaux.
- 1745 : Pierre Barrère (v. 1690-1755) publie Ornithologiae Specimen ; sa classification repose sur la forme du bec et des pattes.
- 1760 : Mathurin Jacques Brisson (1723-1806) fait paraître les six volumes de son Ornithologie.
- 1764 : première faune d'Arctique, Ornithologia Borealis de Morten Thrane Brünnich.
- 1768-1780 : voyages de James Cook (1728-1779) dans le Pacifique et en Australie durant lesquels de nombreux oiseaux sont collectés par Sir Joseph Banks (1743-1820) et par Johann Reinhold Forster (1729-1798).
- 1770-1783 : l'Histoire naturelle des oiseaux, de Buffon (1707-1788), est le premier ouvrage qui tente de présenter la distribution géographique des oiseaux.
- 1771 : Johann Reinhold Forster (1729-1798) fait paraître la première faune d'Amérique du Nord : Catalogue of the Animals of North America, suivi, en 1772, An account of the Birds sent from Hudson's Bay, with observations relative to their natural history.
- 1776 : Francesco Cetti (1726-1778) publie Uccelli di Sardegna.
- 1778 : Juan Ignacio Molina (1740-1829) publie Saggio sulla storia naturale del Chile qui inclut pour la première fois de nombreuses espèces d'Amérique du Sud.
- 1782-1784 : première avifaune régionale française par Michel Darluc (1717-1783).
- 1785 : John Latham (1740-1837) complète son Synopsis of Birds et décrit de nombreux oiseaux collectés en Australie et dans l'océan Pacifique. Thomas Pennant (1726-1798) fait paraître Arctic Zoology.
- 1788 : Johann Friedrich Gmelin (1748-1804) commence à travailler sur la 13e édition de Systema Naturae, qui inclut la description de nombreuses espèces d'oiseaux, nouvelles pour la science, notamment celles décrites par John Latham.
- 1789 : publication de Natural History and Antiquities of Selborne de Gilbert White (1720-1793).
- 1797 : François Levaillant (1753-1824) commence la publication de ses Oiseaux d'Afrique qui détaille les espèces rencontrées lors de son voyage d'exploration de l'Afrique du Sud.
- 1797-1804 : publication de British Birds de Thomas Bewick.

## XIXesiècle
- 1801 : Alexander Wilson commence l'étude des oiseaux d'Amérique du Nord. Elle aboutira à la publication d'American Ornithology (1808-1814), plus tard mise à jour par Charles-Lucien Bonaparte.
- 1802 : publication de l’Ornithological Dictionary de George Montagu.
- 1811 : publication de la Zoographia Russo-Asiatica de Peter Simon Pallas où il présente les oiseaux qu'il a rencontrés durant son exploration de la Sibérie.
- 1813 : Blasius Merrem fait paraître ses travaux de classification, très en avance sur son époque, dans les Abhandlungen de l'Académie des sciences de Berlin. Ils ont un impact considérable sur l'ornithologie.
- 1815 : Coenraad Jacob Temminck publie son Manuel d'ornithologie, qui devient un classique en Europe durant de nombreuses années.
- 1816 : Blainville propose une classification qui divise les Oiseaux en neuf ordres : 1. Perroquets, 2. Oiseaux de proie, 3. Grimpeurs, 4. Passereaux, 5. Pigeons, 6. Gallinacés, 7. Autruches, 8. Échassiers, 9. Palmipèdes[2].
- 1817 : Cuvier propose une classification qui divise les Oiseaux en six ordres : 1. Oiseaux de proie, 2. Passereaux, 3. Grimpeurs, 4. Gallinacés, 5. Échassiers, 6. Palmipèdes[3].
- 1825 : début de la parution de l’Ornithologie provençale de Polydore Roux (1792-1833), inachevée par sa mort de la peste à Bombay. Il s'agit d'une des plus anciennes faunes régionales de France.
- 1827-1838 : publication de Birds of America de John James Audubon.
- 1831-1836 : Charles Darwin voyage en Amérique du Sud et dans l'archipel des Galapagos à bord du HMS Beagle. Son étude des pinsons des Galapagos contribue à sa réflexion sur la sélection naturelle.
- 1832 : Edward Lear publie les Illustrations of the Family of Psittacidae, or Parrots.
- 1838 : John Gould voyage en Australie avec sa femme pour y étudier les oiseaux. Il publie en 1840 la première partie de ses Birds of Australia.
- 1838 : Sir Richard Owen (1804-1892), grâce à un os découvert par le baleinier John William Harris (1808-1872) en Nouvelle-Zélande, prouve l'existence de moas, alors disparus, sur cette île.
- 1843 : William Yarrell fait paraître The History of British Birds, qui devient un ouvrage de référence sur l'avifaune britannique durant de très nombreuses années.
- 1844 : les derniers grands pingouins sont observés en Islande.
- 1857 : Philip Lutley Sclater présente son article On the General Geographical Distribution of the Members of the Class Aves à la Société linnéenne de Londres.
- 1858 : Alfred Newton et onze autres ornithologues créent la British Ornithologists' Union (BOU).
- 1860 : Philip Lutley Sclater (1829-1913) juge que les collections ornithologiques de l'Academy of Natural Sciences of Philadelphia, avec 29 000 spécimens, sont les plus riches du monde et sont supérieures à n'importe quelle autre institution européenne.
- 1861 : le fossile de l'archaeopteryx est découvert en Allemagne et permet d'établir le lien entre les dinosaures et les oiseaux.
- 1868 : l'Association for the Protection of Seabirds est constituée en Grande-Bretagne.
- 1869 : la Seabirds Protection Act est la première loi britannique à protéger les oiseaux.
- 1873 : publication d’Ornitologia Italiana par Paolo Savi.
- 1879 : Richard Owen fait paraître ses études des fossiles de moas.
- 1883 : création de l'American Ornithologists' Union.
- 1883 : création de la Bombay Natural History Society.
- 1884 : le premier Congrès ornithologique international se tient à Vienne, Gustav Radde en est le président. Ottó Herman, de l'Institut hongrois d'ornithologie, Kálmán Chernel et son fils István Chernel sont à l'origine de la première mobilisation d'envergure pour la protection des oiseaux insectivores, notamment migrateurs, un thème important de ce premier congrès.
- 1888 : publication de la Contribution à la faune ornithologique de l'Europe occidentale. Recueil comprenant 5 volumes par Léon Olphe-Galliard.
- 1889 : fondation de la Royal Society for the Protection of Birds qui se bat contre le commerce des plumes d'oiseaux.
- 1889 : Ludwig Carl Christian Koch fait le premier enregistrement sonore de chant d'oiseau.
- 1892 : le British Ornithologists' Club voit le jour.
- 1899 : Hans Christian Cornelius Mortensen (1856-1921) de Viborg au Danemark est le premier ornithologue à entreprendre une étude systématique de grande ampleur des chants d'oiseaux.

## XXesiècle
- 1901 : Johannes Thienemann fonde le « Vogelwarte Rossitten » (nommé aujourd'hui Rybachy), le premier observatoire des oiseaux.
- 1901 : fondation de la Royal Australasian Ornithologists.
- 1905 : fondation de la National Audubon Society.
- 1907 : British Birds, magazine mensuel, commence à paraître.
- 1909 : les premiers baguages sont organisés en Grande-Bretagne.
- 1909 : le premier recensement est organisé dans le Kent par les frères Alexander.
- 1909 : Auguste Ménégaux (1857-1937) et Louis Denise (1863-1914) fondent la Revue française d'ornithologie.
- 1910-1911 : expédition hollandaise BOU en Nouvelle-Guinée.
- 1912 : une hirondelle baguée par James Masefield dans le Staffordshire en Grande-Bretagne est retrouvée dans le Natal en Afrique du Sud.
- 1914 : le dernier pigeon migrateur meurt au zoo de Cincinnati.
- 1918 : la dernière perruche de Caroline meurt au zoo de Cincinnati.
- 1922 : fondation de l'International Council for Bird Preservation (aujourd'hui Birdlife International).
- 1922 : publication d’A Natural History of the Ducks de John Charles Phillips, qui propose la première cartographie de répartition des Canards à travers le monde.
- 1928 : Ernst Mayr conduit la première de trois expéditions en Nouvelle-Guinée et dans les îles Salomon qui lui permet de découvrir de nombreuses nouvelles espèces.
- 1929 : Henri Jouard fonde la Société d'études ornithologiques (SEO) et la revue française d'ornithologie « Alauda ».
- 1930 : Alexander Wetmore publie sa Systematic Classification.
- 1931 : Ernst Schüz et Hugo Weigold publient l’Atlas des Vogelzuges, le premier atlas sur la migration des oiseaux.
- 1931 : Jean Delacour fait paraître Les Oiseaux de L'Indochine Française en quatre volumes.
- 1932 : fondation de la British Trust for Ornithology destinée à étudier les oiseaux de Grande-Bretagne.
- 1934 : Roger Tory Peterson publie son Guide to the Birds, le premier guide de terrain moderne.
- 1935 : Konrad Lorenz fait paraître son étude sur l'imprégnation des jeunes oies et canards.
- 1937 : Margaret Morse Nice publie ses Studies in the Life History of the Song Sparrow.
- 1938 : fondation de l'Edward Grey Institute of Field Ornithology.
- 1943 : David Lack calcule le taux de mortalité chez les oiseaux en fonction des données obtenues par le baguage.
- 1946 : Peter Scott ouvre la réserve naturelle de Slimbridge et fonde le Wildfowl and Wetlands Trust.
- 1951-1954 : paraissent les six volumes des Birds of the Soviet Union de G.P. Dementev et de N.A. Gladkov .
- 1951-1964 : Jean Delacour publie des ouvrages de référence consacrés aux Phasianinae et aux Anseriformes du monde : The Pheasants of the World (1951) et The Waterfowl of the World (1951-1964) en quatre volumes.
- 1953 : Nikolaas Tinbergen fait paraître The Herring Gull's World.
- 1954 : la Protection of Birds Act interdit en Grande-Bretagne la récolte des œufs.
- 1962 : Rachel Carson publie Silent Spring qui contribue à l'interdiction du DDT.
- 1967 : publication de Radar Ornithology d'Eric Eastwood.
- 1968-1972 : le premier projet d'atlas national sur la reproduction des oiseaux est mené en Grande-Bretagne et en Irlande.
- 1970 : l’Atlas of Breeding Birds of the West Midlands de John Lord et D.J. Munns, basé sur le travail de terrain des membres du West Midland Bird Club, est le premier atlas à utiliser la méthode de récolte de données en fonction d'une grille.
- 1976 : publication des atlas nationaux de Grande-Bretagne et d'Irlande, de France et du Danemark.
- 1981 : Charles Sibley et Jon Ahlquist utilisent l'hybridation de l'ADN pour établir des degrés de similarités génétiques entre espèces.
- 1984 : publication de l’Atlas of Australian Birds.
- 1990 : découverte du premier oiseau toxique, le Pitohui bicolore (Pitohui dichrous) par Jack Dumbacher.
- 1991 : première espèce nouvelle décrite sans l'aide d'un type. Le Gonolek de Bulo Burti (Laniarius liberatus) de Somalie est décrit grâce à l'ADN prélevé sur une plume.
- 1993 : la Société d’études ornithologiques de France (SEOF) voit le jour, à la suite du rapprochement des deux sociétés ornithologiques nationales : la Société ornithologique de France et la Société d’études ornithologiques. La CINFO publie une liste des noms français des oiseaux du monde.
- 1997 : utilisation de la trace d'un isotope d'hydrogène dans les plumes pour identifier l'origine des oiseaux.
- 1998 : découverte de la réduction des intestins avant migration chez les Barges.

## XXIesiècle
- 2004 : des chercheurs (P.D.N. Hebert et al.) proposent un programme d'identification des espèces d'oiseaux grâce aux séquences ADN en utilisant la méthode du code-barres ADN.
- 2005 : on rapporte l'écoute du chant du pic à bec ivoire, Campephilus principalis (Linnaeus, 1758), que l'on supposait disparu.
- 2020 : cinq nouvelles espèces (et cinq sous-espèces) d’oiseaux chanteurs sont annoncées découvertes en Indonésie dans la Wallacea sur trois îles à l'est de Sulawesi[4],[5],[6],[7].